# Jagdstaffel 73
La Jagdstaffel 73 (in tedesco: Königlich Preußische Jagdstaffel Nr 73, abbreviato in Jasta 73) era una squadriglia (staffel) da caccia della componente aerea del Deutsches Heer, l'esercito dell'Impero tedesco, durante la prima guerra mondiale (1914-1918).

## Storia
La Jagdstaffel 73 venne formata l'11 febbraio 1918 presso il Fliegerersatz-Abteilung n. 14 di Halle, Saxony-Anhalt. La nuova squadriglia venne posta a supporto della 3ª Armata compiendo la prima missione il 17 marzo 1918. Il 24 maggio 1918 venne spostata a supporto della 1ª Armata, ottenendo la prima vittoria aerea il 30 maggio 1918. L'11 luglio la squadriglia venne incorporata nel Jagdgruppe 1.
Non si conoscono i velivoli assegnati alla squadriglia, ma durante la guerra furono forniti alcuni Pfalz Dr.I.
La Jagdstaffel 73 è probabilmente la prima squadriglia di combattimento notturna e il suo primo comandante Fritz Anders fu il primo nella storia.
Il Leutnant Wilhelm Schwartz fu l'ultimo Staffelführer (comandante) della Jagdstaffel 73 dall'ottobre 1918 fino alla fine della guerra.
Alla fine della prima guerra mondiale alla Jagdstaffel 73 vennero accreditate 7 vittorie aeree, di cui 1 per l'abbattimento di palloni da osservazione. Di contro, la Jasta 73 perse 3 piloti.

## Lista dei comandanti della Jagdstaffel 73
Di seguito vengono riportati i nomi dei piloti che si succedettero al comando della Jagdstaffel 73.
| Grado    | Nome             | Periodo                            |
| -------- | ---------------- | ---------------------------------- |
| Leutnant | Fritz Anders     | 11 febbraio 1918 – 13 ottobre 1918 |
| Leutnant | Wilhelm Schwartz | 13 ottobre 1918 - 11 novembre 1918 |

## Lista delle basi utilizzate dalla Jagdstaffel 73
- Leffincourt, Francia
- Mars-sous-Bourcq, Francia: 9 marzo 1918
- Saint-Remy-le-Petit, Francia: 21 maggio 1918
- Saint-Loup-en-Champagne, Francia: 14 settembre 1918

## Lista degli aerei utilizzati dalla Jagdstaffel 73
- Pfalz Dr.I